# 自由塔 (曼哈頓)

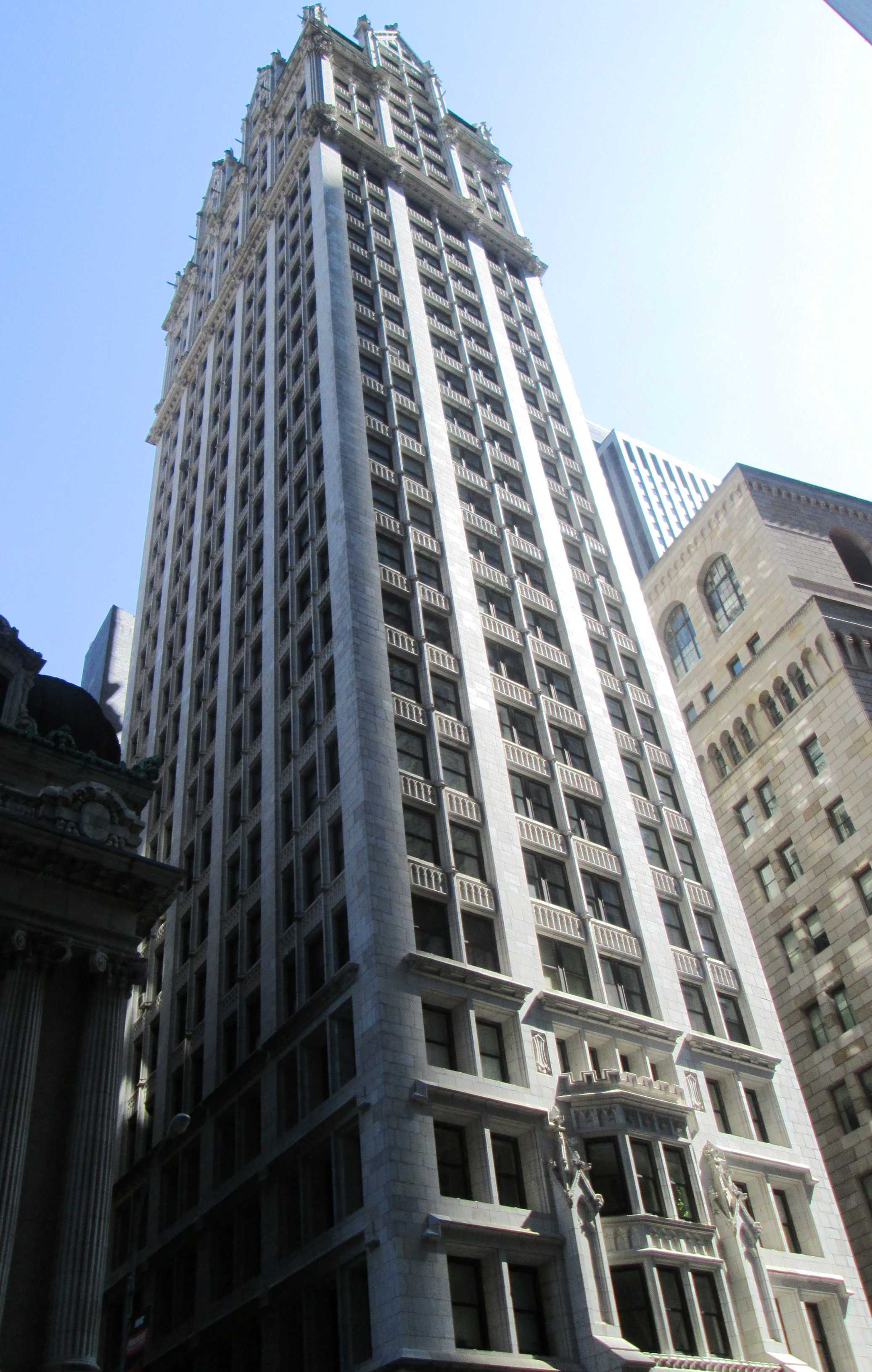
自由塔

自由塔（Liberty Tower）是位於美國紐約市自由街55號的一座建築，地處曼哈頓金融區。自由塔興建於1909年至1910年期間，是一座哥特復興式建築。在該建築興建之前，這裡曾是紐約晚郵報的辦公地點。西奧多·羅斯福的律師事務所也位於這座建築內。2008年至2009年，自由塔進行了翻新。

## 外部連結
- 维基共享资源上的相關多媒體資源：自由塔
- Liberty Tower （页面存档备份，存于） at CityRealty